# Jesús Soto Karass
Jesús Soto Karass (* 15. Oktober 1982 in Los Mochis, Bundesstaat Sinaloa) ist ein ehemaliger mexikanischer Profiboxer.

## Boxkarriere
Jesús Soto Karass begann 2001 mit dem Profiboxen und gewann seine ersten neun Kämpfe in Folge durch K. o., davon sechs in der ersten Runde. Im Januar 2003 boxte er in seinem zehnten Kampf ein Unentschieden über zehn Runden gegen Cristian Solano (Bilanz: 16 Siege – 1 Niederlage). Nach zwei weiteren Siegen, erlitt er drei Punktniederlagen in Folge gegen Nurhan Süleymanoğlu (12-0), Freddy Hernandez (16-0) und Yuri Foreman (16-0). Im Mai 2005 erreichte er ein weiteres Unentschieden gegen den zweifachen WM-Herausforderer Manuel Gómez.
In seinen nächsten 14 Kämpfen blieb er wieder ungeschlagen, dabei gelangen ihm Siege gegen Michel Rosales (16-0), Germaine Sanders (27-4), Chris Smith (21-4), David Estrada (22-4) und Ex-Weltmeister Vince Phillips. Gegen Gilbert Venegas (10-4) kam es über zwölf Runden zu einem Unentschieden. Im November 2009 verlor er nach Punkten gegen Alfonso Gómez, nachdem es in der sechsten Runde aufgrund einer Cutverletzung über Karass’ rechtem Auge durch einen Kopfstoß zur Auswertung der Punktezettel kam. Aus gleichem Grund kam es im Mai 2010 zu einem wertungslosen Kampfergebnis in der zweiten Runde gegen Gabriel Martínez (24-1). Im November 2010 verlor er nach Punkten gegen Mike Jones (22-0) und musste sich auch im Rückkampf nach Punkten geschlagen geben. Im Januar 2012 verlor er dann unerwartet erstmals vorzeitig durch t.K.o. gegen Gabriel Rosado (18-5).
Nach einem folgenden Punktesieg gegen Said El Harrak (10-1) und einem t.K.o.-Sieg gegen Euri Gonzalez (20-2), boxte er am 15. September 2012 um die Internationale Meisterschaft der WBA gegen Marcos Maidana, unterlag dem Argentinier jedoch durch t.K.o. in der achten Runde.
Am 26. Januar 2013 besiegte er in Las Vegas überraschend Selçuk Aydın nach Punkten und konnte am 27. Juli in San Antonio auch Andre Berto durch t.K.o. in der zwölften Runde besiegen. Er wurde dadurch Titelträger der NABF.
Am 14. Dezember 2013 boxte er in Texas um die interime Weltmeisterschaft der WBA im Weltergewicht, unterlag jedoch vorzeitig gegen den Titelträger Keith Thurman (21-0). Ende Juni 2014 musste er zudem eine Punktniederlage gegen Devon Alexander hinnehmen.
Im April 2016 boxte er unentschieden gegen Yoshihiro Kamegai (26-3). Den Rückkampf fünf Monate später verlor er vorzeitig.

## Trivia
Karass wird von Javier Capetillo trainiert, der bereits mit mexikanischen Weltmeistern wie Alejandro González und Antonio Margarito arbeitete. Sein spanischer Kampfname Renuente heißt sinngemäß so viel wie „Der Widerspenstige“. Er wohnt in Los Angeles und ist der jüngere Bruder des Profiboxers José Luis Soto Karass.